# 老菸槍雙人組
老菸槍雙人組（英語：The Chainsmokers）是由美国DJ安德魯·塔加特和艾利克斯·頗爾组成的双人组。
组合最开始由帕尔和前成员雷特·比克斯勒（Rhett Bixler）于2012年在纽约市创建。
2014年，组合发布了歌曲《#Selfie》，歌曲在《告示牌》百强单曲榜取得了第16名的成绩。2015年10月，組合发布了首张EP《花現神曲》。随后，組合发布的歌曲《Roses》和《Don't Let Me Down》都進入了《告示牌》百强单曲榜前十。 組合與海爾希合作的歌曲《Closer》更在《告示牌》百强单曲榜獲得了冠軍，是組合第1支冠軍單曲。
組合的第2张EP《神曲拼貼》于2016年11月发行，收录了組合之前发行过的一些单曲。2017年4月，組合的首张录音室专辑《記憶…封存》发行。與酷玩樂團合作的單曲《Something Just like This》則於2017年2月22日發行。2018年1月17日，组合发布了他们继《記憶…封存》发行以来的首张单曲《Sick Boy》。2月16日，新单曲《You Owe Me》发布。在布拉格的一场现场表演中，组合表演了歌曲《Everybody Hates Me》，至今已有52,874,703觀看次數2018年3月16日，歌曲正式发行。
其於2014年初發佈之成名曲《#Selfie》於YouTube上之觀看次數達6.2億次，2016年4月底發佈《Don't Let Me Down》，觀看次數已高達20億次,2016下半年初發佈歌曲《Closer》，觀看次數已突破30億次，亦為該頻道中最熱門歌曲第一，目前頻道訂閱人數高達2270萬人(截至2024/05/26）

## 成員

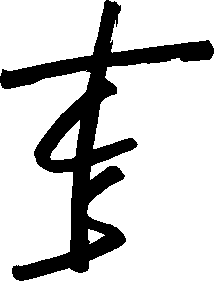
2018年以来組合的标志

### 艾利克斯·頗爾
亚历山大·艾利克斯·頗爾出生于1985年5月16日，其祖父是发明家大卫·鲍里斯·頗爾，在纽约州威斯特徹斯特郡长大。

### 安德魯·塔加特

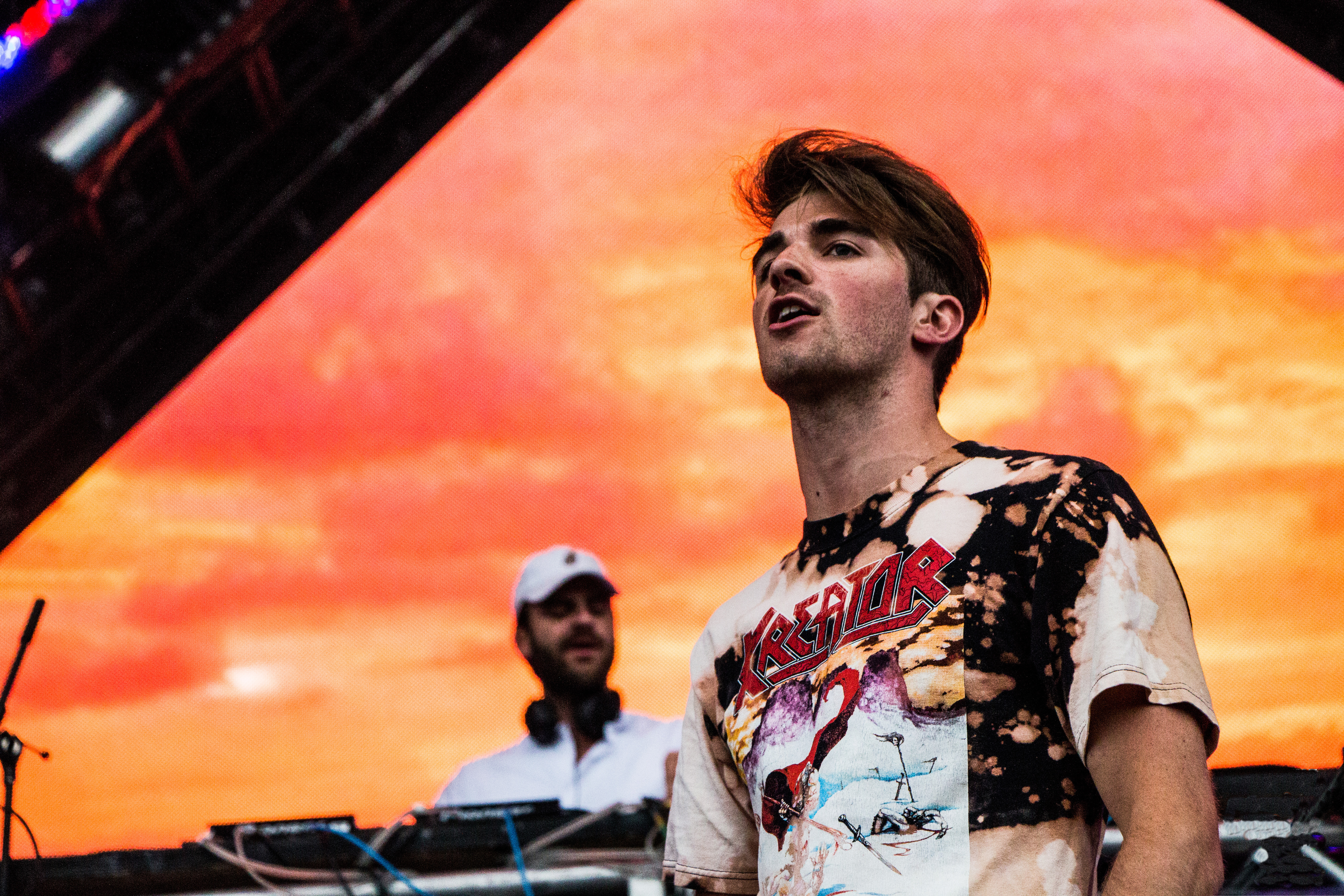
組合2016年演出照。

安德魯·塔加特出生于1989年12月31日，拥有苏格兰、爱尔兰、法国和加拿大血统，在缅因州弗里波特长大。15岁时，他在阿根廷了解了大衛·庫塔、傻朋克和Trentemøller的音乐，于是对EDM产生了兴趣。

## 唱片目录
- 记忆…封存 （2017）
- 希克男孩 （2018）
- 全球同嗨 （2019）
- So Far So Good （2022）
- Summertime Friends （2023）

## 獎項

### 葛萊美獎
| 年份   | 獲提名                | 獎項         | 結果 |
| ------ | --------------------- | ------------ | ---- |
| 2017年 | 《Don't Let Me Down》 | 最佳舞曲錄製 | 獲獎 |

## 外部連結
- 官方网站

成員個人社交網站
- 安德魯·塔加特的Instagram帳戶
- 艾利克斯·博爾的Instagram帳戶